# Lovro Iločki
Lovro Iločki (mađar.: Újlaki Lőrinc); (*?, između 6. kolovoza i 3. rujna 1459. – †Ilok(?), između 23. svibnja i 15. lipnja 1524.), hrvatski velikaš, član obitelji Iločki, moćne, bogate i utjecajne u srednjovjekovnom Hrvatsko-ugarskom kraljevstvu. Nosio je titulu vojvode (hercega) iločkog i bosanskog, a tijekom života obnašao je mnoge dužnosti, pa je između ostalog bio mačvanski ban (1477-1492.), beogradski ban (1511-1513.), član kraljevske dvorske komore (oko 1516.), te kraljevski državni sudac (1517-1524.).

## Životopis

### Podrijetlo i obitelj
Vojvoda Lovro III. Iločki rođen je u braku Nikole V. Iločkog, slavonskog bana i bosanskog kralja, i njegove druge supruge Doroteje rođ. Széchy, kćeri Ivana i Katarine Széchy od Gornje Lendave (danas gradić u sjeveroistočnoj Sloveniji). Potomak je jednog ogranka plemićke obitelji utemeljiteljem koje se smatra Gug, plemić iz 13. stoljeća s posjedima na području srednjovjekovne Dubičke županije u tadašnjoj „donjoj Slavoniji“. Treći je i posljednji po redu koji je u razgranatom plemićkom rodu nosio ime Lovro; prije njega tako su se zvali njegov pra-pra-pradjed Lovrozvan Tót, odnosno Slaven (umro 1349.), koji je bio glavni kraljevski tavernik, odnosno rizničar, kao i nećak potonjeg, koji se spominje u razdoblju 1325. – 1367. godine, a čiji ogranak je izumro oko 1430. godine.
Lovrin otac Nikola Iločki imao je u svom prvom braku s Margaretom r. Rozgonyi dva sina i četiri kćeri, ali su skoro svi oni umrli prije njega. Nakon smrti prve supruge (najvjerojatnije 1458. godine), njegov se otac ponovno oženio i sljedeće godine dobio Lovru, koji mu je postao jedini nasljednik. Osim brojnih feudalnih posjeda, Lovro je naslijedio i titulu vojvode, odnosno hercega, te je od 1477. upravljao mačvanskom banovinom i sjeveroistočnim dijelom nekadašnjeg Bosanskog Kraljevstva, kojeg u to vrijeme turska vojna sila još nije osvojila. Sve će to njegovom smrću 1524. godine nestati. 
Ženio se dva puta, i to s Katarinom Pongrac od Dengelega (mjesto u Erdelju, tada u Ugarskoj, danas u Rumunjskoj), erdeljskom vojvotkinjom, a poslije njezine smrti (oko 1510.) s Magdalenom Bakoš, koja ga je nadživjela i kasnije se udala za ugarskog plemića Ladislava Morea od Csule. Iz prvog braka imao je jednog sina, koji je umro još kao dijete, pa je ostao bez nasljednika.

### Politička orijentacija
Prvi spomen Lovrina imena u dokumentima nalazimo već 1460. godine, a zatim u očevoj oporuci iz 1471. godine, kojom je određen za baštinika svih njegovih imanja. S jedva 18 godina naslijedio je 1477. godine oca Nikolu, preuzevši sve njegove ogromne posjede, tvrđave i gradove, ali i kontinuitet očevih političkih opredjeljenja. To je naročito došlo do izražaja nakon smrti kralja Matije Korvina, 1490. godine, kada je podržao, kao i većina slavonske vlastele, nezakonitog kraljeva sina Ivaniša u nastojanjima da preuzme prijestolje. Budući da je pretežnom dijelu ugarskog plemstva više odgovarao Vladislav Jagelović (jer su mu mogli postaviti niz uvjeta i ograničenja), za kralja je izabran upravo on. 
Lovro nikako nije želio priznati Vladislavov izbor, poput mnogih hrvatskih velikaša, među kojima su bili vranski prior Bartol Berislavić Trogirski, knezovi Mihovil Babonić Blagajski, Ivan Frankopan Cetinski i Nikola VI. Frankopan Tržački, te drugi plemići kao na primjer Jakov i Nikola Sekelj, Ivan Hlapčić, Lovro Banić (mađ.: Banffy) i drugi, a kada je, ubrzo poslije izbora 1490., izbio rat između novoizabranog kralja i trećeg potencijalnog kandidata za hrvatsko-ugarsku krunu, nadvojvode Maksimilijana I. Habsburškog, radije se priklonio potonjem. Time je nastavio izražavati simpatije prema Habsburgovcima koje je imao njegov otac još puno prije njegova rođenja, i koji je čak bio krsni kum Maksimilijanov nakon nadvojvodina rođenja 22. ožujka 1459. godine. 
Niti nakon primirja i sklopljenog sporazuma između Vladislava i Maksimilijana, nazvanog Požunski mir, potpisanog 7. studenog 1491., a potvrđenog i prihvaćenog od strane većine plemstva posebnom ispravom datiranom 7. ožujka 1492., Lovro se nije pokorio, pa je naposljetku kralj Vladislav krajem 1494. pokrenuo vojnu akciju protiv njega. Lovro je bio prisiljen povući se iz Iloka i prepustiti grad kralju, kao i skoro sve svoje posjede. Sklonio se jedno vrijeme u svoju utvrdu Ružicu-grad poviše Orahovice, te u grad Novi Grad (nje. Güssing) u tadašnjoj zapadnoj Ugarskoj (danas Gradišće u Austriji). Na kraju je bio primoran doći u Pečuh i pokoriti se kralju, a ovaj ga je, pokazavši dobru ćud i poslušavši nagovor nekih svojih savjetnika, pomilovao. Spor je kasnije do kraja izglađen na Državnom vijeću u Pešti, pa su mu 1496. vraćeni svi posjedi, uz uvjet da oni nakon njegove smrti, ne bude li imao muških potomaka, pripadnu kralju.[nedostaje izvor]

### Zrelo doba i posljednje godine
Dobivši natrag svoja imanja i gradove, Lovro je nastojao da ih, kao i njegov otac Nikola, održava i unapređuje. Od ostvarenih prihoda, dograđivao je i učvršćivao svoje utvrde, jer je svakim danom turska prijetnja bivala sve veća. Najugroženiji su bili upravo njegovi posjedi u sjeveroistočnoj Bosni i u južnom dijelu Mačvanske banovine. Uz radove na fortifikacijama, potpomagao je crkvu kao mecena, financirajući gradnju i obnovu crkvenih objekata. Osobito se založio kod pape za kanoniziranje Ivana Kapistrana, koji je umro u Iloku i pokopan u tamošnjoj crkvi. 
U kasnijem razdoblju svog života Lovro Iločki se, prema raspoloživim izvorima, u vremenu 1511-1513. godine nalazi na funkciji beogradskog bana, 1516. člana kraljevske dvorske komore, a od 1517. pa do svoje smrti 1524. bio je kraljevski dvorski sudac. 
Umro je najvjerojatnije u Iloku između 23. svibnja i 15. lipnja 1524. godine, te pokopan u svom gradu u franjevačkoj crkvi sv. Ivana Kapistrana, kao i njegov otac. Njegova mramorna nadgrobna ploča, premda oštećena, sačuvana je sve do danas u razmjerno dobrom stanju.  

## Vanjske poveznice
- Lovro Iločki u Hrvatskom biografskom leksikonu
- [neaktivna poveznica]
- Ružica – važna utvrda Lovre Iločkog  Arhivirana inačica izvorne stranice od 13. prosinca 2007. (Wayback Machine)
- (mađ.) Magyar életrajzi lexikon/Ujlaki Lőrinc (MEK)
- (eng.) Obitelj Iločkih